# 科洛馬克河

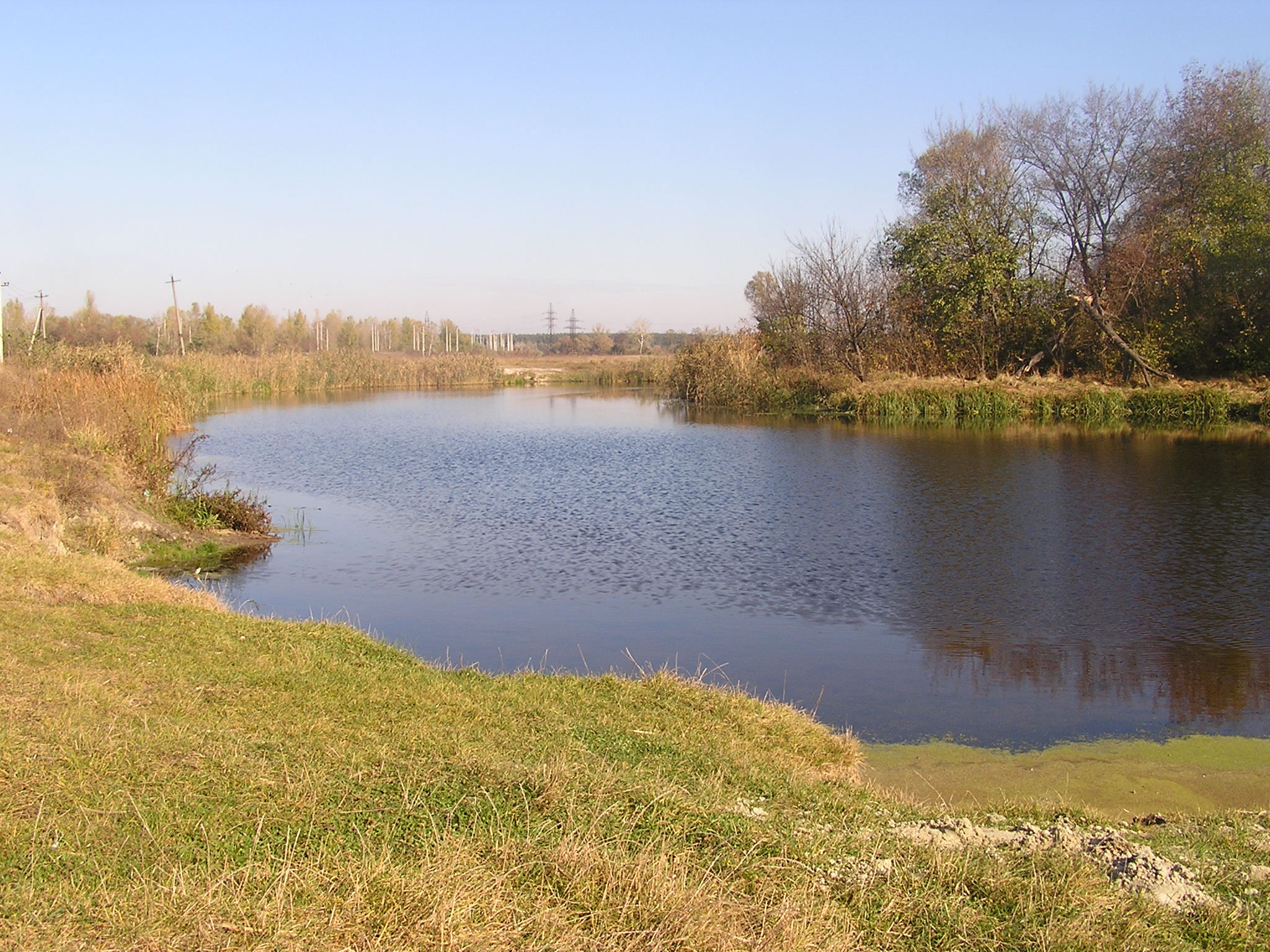

科洛馬克河（烏克蘭語：Коломак），是烏克蘭的河流，位於該國中部，屬於沃爾斯克拉河的左支流，流經哈爾科夫州和波爾塔瓦州，河道全長102公里，流域面積1,650平方公里。